# و نه تنها
و نه تنها (انگلیسی: Cum non solum) Cum non solum نامه ای بود که توسط پاپ اینوسنت چهارم به امپراتوری مغول در ۱۳ مارس ۱۲۴۵ نوشته شد. در آن، پاپ اینوسنتی از مغول‌ها درخواست می‌کند که از حمله به مسیحیان و سایر ملل دست بردارند و پرس و جو می‌کند. در مورد نیات آینده مغول‌ها. اینوسنت چهارم نیز تمایل به صلح را ابراز می‌کند (احتمالاً غافل از این که در واژگان مغول، «صلح» مترادف «تسلیم» است).
این پیام توسط جان فرانسیسکن جیوانی د پیان دل کارپین، که با موفقیت به پایتخت مغول، قره‌قروم (شهر) رسید، و در آنجا در دربار و مراسم گویوک خان جدید شرکت کرد، منتشر شد. در ۲۴ مرداد ۱۲۴۶.
گیوک که درک چندانی از اروپای دور یا اهمیت پاپ در آن نداشت، به جز اینکه پاپ از ناحیه ای که مغول‌ها هنوز آن را فتح نکرده بودند پیام می‌فرستاد، به نامه پاپ پاسخ داد (نامه گیوک خان به پاپ اینوسنت چهارم). با تقاضای نسبتاً معمولی مغول‌ها برای تسلیم شدن پاپ، و دیدار حاکمان غرب برای ادای احترام به قدرت مغول:
«باید با صمیمیت بگویید: «ما رعیت شما خواهیم بود. ما قوت خود را به تو خواهیم داد." شما باید شخصاً با پادشاهان خود بیایید و همه بدون استثنا به ما خدمت کنید و به ما ادای احترام کنید. تنها در این صورت است که ما تسلیم شما را تصدیق خواهیم کرد. و اگر از دستور خدا پیروی نکنید. و برخلاف دستورهای ما برو، تو را دشمن خود خواهیم دانست.»
— نامه از گیوک خان به پاپ اینوسنت چهارم، ۱۲۴۶.